# アラン・S・ボイド
アラン・スティーブンソン・ボイド（Alan Stephenson Boyd、1922年7月20日 - 2020年10月18日）は、アメリカ合衆国の弁護士である。1967年にリンドン・ジョンソン大統領から初代運輸長官に任命されるなど、アメリカ連邦政府における運輸関連の要職を務めたほか、アムトラックなどの運輸関連の企業の社長を務めた。

## 若年期と教育
ボイドは1922年7月20日にフロリダ州ジャクソンビルで生まれた。母方の曾祖父のジョン・スティーブンソンは、世界初の路面鉄道を発明したコーチビルダーである。ボイドが2歳のときに父親が亡くなった。
1939年にマクレニー・グレン高校を卒業し、フロリダ大学に入学したが、2年生の課程を修了した時点で退学した。1942年にアメリカ陸軍航空軍に入隊し、第二次世界大戦終戦まで在籍した。
1943年4月3日に、高校教師のフラヴィル・ファニータ・タウンゼント(Flavil Juanita Townsend)と結婚した。2人の間には、一人息子のマーク(Mark)がいる。
1945年に退役した後、バージニア大学法学部に入学し、1948年に卒業した。

## キャリア

### 初期のキャリア
大学卒業後はフロリダで弁護士として活動し、運輸産業の規制について調査する委員会に所属していた。
1959年、ドワイト・D・アイゼンハワー大統領から民間航空委員会委員に任命され、ジョン・F・ケネディ政権下において委員長に任命された。委員長在任中、航空運賃の引き下げの標準化や小都市への航空便の就航を奨励するための政府からの補助金を承認するなど、航空業界の支援を行った。
1965年、リンドン・ジョンソン大統領から運輸担当商務副長官に任命された。ボイドは、海運業に対する政府の規制緩和を主張し、鉄道業界の水増し雇用を批判したため、労働組合指導者からの評判は悪かった。ボイドは、運輸関連の政府機関をまとめて運輸省を設立するための委員会の委員の一人だった。

### 運輸長官
1967年4月に運輸省が発足することになり、1966年11月、ボイドはその長である運輸長官に任命された。長官在任中、空港・航空管制システム、自動車安全、運転者教育、アルコール依存症、高速道路美化プロジェクト（大統領夫人レディ・バード・ジョンソンの発案による）など、幅広い分野の問題に取り組んだ。長官としてのボイドの権力の源は、州間高速道路の資金調達権を掌握していたことだった。ボイドは旅客列車の運行を奨励したが、成功しなかった。

### 長官辞任後
1969年1月、リチャード・ニクソンが大統領に就任するにあたって運輸長官を辞任して、イリノイ・セントラル鉄道の社長に就任し、1972年まで務めた。連邦政府は、同社が運輸省からの支援を受けていたとして利益相反の可能性を調査したが、不正は見当たらなかった。
1978年にアムトラックの社長に就任し、1982年7月20日まで務めた。また、エアバス・インダストリーの社長も務めた。1994年、ワシントンD.C.に本社を置くベンチャー・コンサルティング会社、ワーナー・ブルー&マハンの会長に就任した。

### 晩年と死
ボイドは引退後、妻とともにワシントン州シアトルに転居した。
1994年、民間航空への貢献によりトニー・ジャナス賞を受賞した。2009年、航空業界への貢献により、宇宙航空雑誌『Aviation Week & Space Technology』からフィリップ・J・クラス賞を受賞した。
2016年8月、自伝"A Great Honor: My Life Shaping 20th Century Transportation"（偉大な栄誉: 20世紀の輸送を形作った私の人生）を出版した。
ボイドは2020年10月18日にシアトルの老人ホームで死去した。